# Justicia seclusa
Justicia seclusa är en akantusväxtart som beskrevs av Raymond Benoist. Justicia seclusa ingår i släktet Justicia och familjen akantusväxter. Inga underarter finns listade i Catalogue of Life.